# Bogotacris nigrisoma
Bogotacris nigrisoma är en insektsart som beskrevs av Ronderos 1979. Bogotacris nigrisoma ingår i släktet Bogotacris och familjen gräshoppor. Inga underarter finns listade i Catalogue of Life.